# 大朝鮮帝國史
《大朝鮮帝國史》，是韓國出版社於1994年出版的朝鮮半島歷史漫畫，作者是金珊瑚。本書獲得1994年韓國漫畫出版獎。
此書之內容與傳統歷史大相逕庭，將古代朝鮮描述成一個領土涵蓋中國、及日本的大帝國，中國古代人物、部落、日本皇室為朝鮮民族後裔，韓語為全世界語言之母等等，其另類史觀引發三國爭議。
《大朝鮮帝國史》其分五卷：
1. 第一：描述朝鮮民族起源，把朝鮮民族與中國傳統史觀的東夷民族聯繫；
2. 第二：描述朝鮮對日本的開化及殖民；
3. 第三：描述朝鮮與唐朝的對抗；
4. 第四：描述朝鮮入侵唐朝的戰爭及弁韓和馬韓後裔組成契丹族、女真族兩族，分別建立遼朝和金朝；
5. 第五：描述朝鮮聯合蒙古入侵日本，及朝鮮王朝的建立。